# Goldenes Kalb (Filmpreis)/Bester Hauptdarsteller
Das Goldene Kalb für den besten Hauptdarsteller (Gouden Kalf voor de beste acteur) honoriert beim jährlich veranstalteten Niederländischen Filmfestival die beste Leistung eines Schauspielers in einem Wettbewerbsfilm. Die Auszeichnung wurde erstmals bei der Premiere des Festivals im Jahr 1981 verliehen. Über die Vergabe des Preises stimmt eine Wettbewerbsjury ab.

## Preisträger
| Jahr | Preisträger                 | Film                               | Deutscher Verleihtitel            |
| ---- | --------------------------- | ---------------------------------- | --------------------------------- |
| 1981 | Rutger Hauer                | Gesamtwerk                         | Gesamtwerk                        |
| 1982 | Rijk de Gooyer              | Gesamtwerk                         | Gesamtwerk                        |
| 1983 | Vic Moeremans               | De Vlaschaard                      | Flachsacker                       |
| 1984 | Gerard Thoolen              | De Mannetjesmaker / De illusionist | ? / Der Illusionist               |
| 1985 | Peter Tuinman               | De dream                           |                                   |
| 1986 | John Kraaijkamp sr.         | De aanslag / De Wisselwachter      | Der Anschlag / Der Weichensteller |
| 1987 | Willem Nijholt              | Havinck                            |                                   |
| 1988 | Michiel Romeyn              | Van geluk gesproken                |                                   |
| 1989 | Pierre Bokma                | Leedvermaak                        | Leas Hochzeit                     |
| 1990 | Thom Hoffman                | De Avonden                         |                                   |
| 1991 | Porgy Franssen              | Bij nader inzien                   |                                   |
| 1992 | Rudolf Lucieer              | De noorderlingen                   | Noorderlingen                     |
| 1993 | Rik Launspach               | Oeroeg                             |                                   |
| 1994 | Jaap Spijkers               | 1000 Rosen                         | 1000 Rosen                        |
| 1995 | Rijk de Gooyer              | Hoogste tijd                       |                                   |
| 1996 | Peer Mascini                | Blind Date                         |                                   |
| 1997 | Jaap van Donselaar          | De tranen van Castro               |                                   |
| 1998 | Johan Leysen                | Felice...Felice...                 |                                   |
| 1999 | Rijk de Gooyer              | Madelief: Krassen in het tafelblad |                                   |
| 2000 | Jacob Derwig                | Lek                                | Verrat in den eigenen Reihen      |
| 2001 | Fedja van Huêt              | AmnesiA                            |                                   |
| 2002 | Jacob Derwig                | Zus & zo                           | Drei Furien & ein warmer Bruder   |
| 2003 | Tygo Gernandt               | Van God los                        | Godforsaken                       |
| 2004 | Cees Geel                   | Simon                              | Simon                             |
| 2005 | Thijs Römer                 | 06/05                              | Der sechste Mai                   |
| 2006 | Frank Lammers               | Nachtrit                           |                                   |
| 2007 | Marcel Hensema              | Wild Romance                       |                                   |
| 2008 | Robert de Hoog              | Skin                               |                                   |
| 2009 | Martijn Lakemeier           | Oorlogswinter                      | Mein Kriegswinter                 |
| 2010 | Barry Atsma                 | Komt een vrouw bij de dokter       | Love Life – Liebe trifft Leben    |
| 2011 | Nasrdin Dchar               | Rabat                              |                                   |
| 2012 | Reinout Scholten van Aschat | De Heineken Ontvoering             |                                   |
| 2013 | Marwan Kenzari              | Wolf                               |                                   |
| 2014 | Gijs Naber                  | Aanmodderfakker                    |                                   |
| 2015 | Martijn Fischer             | Bloed, zweet & tranen              |                                   |
| 2016 | Issaka Sawadogo             | The Paradise Suite                 |                                   |
| 2017 | Peter Paul Muller           | Bram Fischer                       |                                   |
| 2018 | Jacob Derwig                | Bankier van her verzet             |                                   |
| 2019 | Marcel Musters              | God Only Knows                     |                                   |